# Río Alvarado
Río Alvarado är ett vattendrag i Chile.   Det ligger i regionen Región Metropolitana de Santiago, i den centrala delen av landet, 100 km sydost om huvudstaden Santiago de Chile.
Omgivningen kring Río Alvarado består i huvudsak av gräsmarker. Området är nästan obefolkat, med 2 invånare per kvadratkilometer.